# Hällklobba och Dragsö
Hällklobba och Dragsö är en ö i Åland (Finland). Den ligger i Skärgårdshavet och i kommunen Sottunga i landskapet Åland, i den sydvästra delen av landet. Ön ligger omkring 43 kilometer öster om Mariehamn och omkring 230 kilometer väster om Helsingfors.
Öns area är 36,2 hektar och dess största längd är 1 kilometer i öst-västlig riktning. Ön höjer sig omkring 15 meter över havsytan.